# From the Beginning (musikalbum)
From the Beginning är det första samlingsalbumet av det engelska rockbandet Small Faces. Det släpptes av Decca Records juni 1967, efter att bandet hade lämnat skivbolaget. Albumet innehåller bandets Decca-singlar i kombination med olika outgivna inspelningar.

## Låtlista
Sida 1
1. "Runaway" (Max Crook/Del Shannon) – 2:47
2. "My Mind's Eye" – 2:02
3. "Yesterday, Today And Tomorrow" – 1:52
4. "That Man" – 2:14
5. "My Way Of Giving" – 1:58
6. "Hey Girl" – 2:16
7. "(Tell Me) Have You Ever Seen Me?" – 2:27

Sida 2
1. "Come Back And Take This Hurt Off Me" (Don Covay/Ron Miller) – 2:16
2. "All Or Nothing" – 3:02
3. "Baby Don't You Do It" (Holland-Dozier-Holland)	– 2:00
4. "Plum Nellie" (Steve Cropper/Al Jackson Jr./Booker T. Jones/Lewie Steinberg) (instrumental) – 2:30
5. "Sha-La-La-La-Lee" (Kenny Lynch/Mort Shuman) – 2:54
6. "You've Really Got a Hold on Me" (William "Smokey" Robinson Jr.) – 3:16
7. "Whatcha Gonna Do About It" (Brian Potter/Ian Samwell) – 1:57

- Alla låtar skrivna av Steve Marriott och Ronnie Lane där inget annat anges.